# Fabricio Coloccini
Fabricio Coloccini (wym. [faˈβrisjo koloˈtʃini]; ur. 22 stycznia 1982 roku w Córdobie) – argentyński piłkarz występujący na pozycji obrońcy. Obecnie gra w San Lorenzo. Posiada również włoskie obywatelstwo.

## Kariera klubowa
Fabricio Coloccini zawodową karierę rozpoczynał w 1998 roku w Club Atlético Boca Juniors. Rozegrał dla niego dwa mecze w argentyńskiej Primera División i strzelił jednego gola, po czym w 1999 roku podpisał kontrakt z Milanem. W ekipie „Rossonerrich” nie mógł jednak liczyć na regularne występy, ponieważ w linii obrony tego klubu grali tacy piłkarze jak Paolo Maldini, Alessandro Costacurta, Thomas Helveg, Serginho, Roberto Ayala, José Antonio Chamot czy Bruno N’Gotty.
Sezon 2000/2001 Coloccini spędził na wypożyczeniu w San Lorenzo, z którym zajął pierwsze miejsce w turnieju Clausura. Następnie argentyński obrońca został wypożyczony do Deportivo Alavés, w barwach którego 26 sierpnia 2001 roku w wygranym 2:0 wyjazdowym spotkaniu z CD Tenerife zadebiutował w hiszpańskiej Primera División. W sezonie 2002/2003 Coloccini reprezentował barwy Atlético Madryt, a w kolejnych rozgrywkach był zawodnikiem Villarrealu. W 2004 roku Argentyńczyk powrócił do Milanu. 27 października w wygranym 3:0 pojedynku przeciwko Atalancie BC po raz pierwszy wystąpił w Serie A, jednak był to jego jedyny występ we włoskiej lidze.
W trakcie sezonu 2004/2005 Coloccini przeniósł się do Deportivo La Coruña, z którym związał się sześcioletnią umową. W nowej drużynie ligowy debiut zaliczył 6 lutego 2005 roku, a Deportivo zremisowało wówczas na własnym stadionie z Athletikiem Bilbao 1:1. Z hiszpańskim zespołem Coloccini dwa razy z rzędu zajął ósme miejsce w ligowej tabeli, dwa razy dotarł także do półfinału Pucharu Króla. Przez trzy i pół sezonu gry na Estadio Municipal de Riazor Argentyńczyk wziął udział w 105 pojedynkach Primera División. W tym czasie w linii obrony „Depor” grał u boku takich zawodników jak Jorge Andrade, Manuel Pablo, Enrique Romero i Joan Capdevila.
15 sierpnia 2008 roku Coloccini odszedł do Newcastle United. Podpisał z nim pięcioletni kontrakt, a działacze „Srok” zapłacili za niego nieco ponad dziesięć milionów funtów. W Premier League argentyński piłkarz zadebiutował już dwa dni później, 17 sierpnia w zremisowanym 1:1 meczu z Manchesterem United. W sezonie 2008/2009 Newcastle United spadło z Premier League. 13 września 2009 roku w meczu z Cardiff City zdobył swoją pierwszą bramkę w klubie. W kwietniu 2010 roku został wybrany do najlepszej jedenastki sezonu w lidze. Wraz z klubem wywalczył także awans do najwyższej klasy rozgrywkowej w Anglii.

## Kariera reprezentacyjna
Razem z młodzieżową reprezentacją Argentyny Coloccini wywalczył w 2001 roku Mistrzostwa Świata U-20. W dorosłej kadrze zadebiutował 30 kwietnia 2003 roku w wygranym 3:1 towarzyskim meczu z Libią. W 2004 roku wziął udział w Igrzyskach Olimpijskich w Atenach, gdzie razem z ekipą „Albicelestes” na turnieju piłkarskim wywalczył złoty medal. Następnie Coloccini został powołany przez José Néstora Pekermana do kadry na Mistrzostwa Świata 2006. Na mundialu tym Argentyńczycy zostali wyeliminowani w ćwierćfinale, kiedy to przegrali po rzutach karnych z Niemcami. Na mistrzostwach Coloccini wystąpił w dwóch pojedynkach – w zremisowanym 0:0 meczu rundy grupowej przeciwko Holandii w 24 minucie zmienił kontuzjowanego Nicolása Burdisso, a w przegranym ćwierćfinale z Niemcami rozegrał całe spotkanie.